# Jharkhand

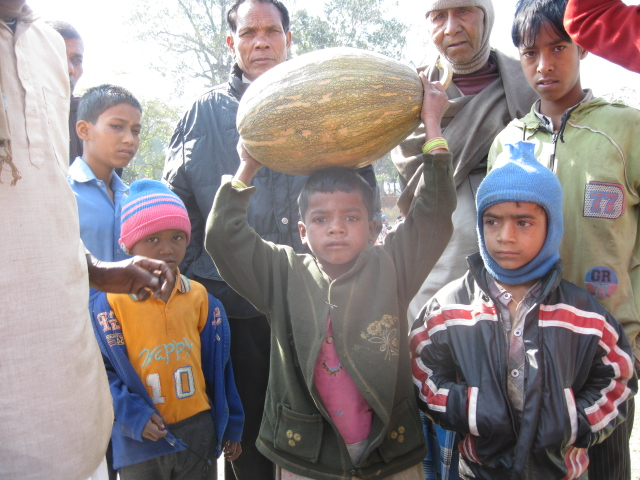
Odlarfestival i Banapiri, Jharkhand, januari 2012

Jharkhand är en delstat i Indien. Delstaten tillkom genom en delning av delstaten Bihar 15 november 2000. En äldre benämning på denna region är Vananchal. Delningen gjordes som ett svar på att befolkningen i Bihars södra, höglänta delar, som till stor del bestod av stamfolk, sedan länge hade kämpat för självständighet eftersom ansåg sig vara missgynnade av den politik som fördes från Bihars huvudstad Patna. I folkräkningen från 2001 anges att c:a 26 % av befolkningen tillhör stamfolk, så kallade adivasis eller scheduled tribes.
Industristaden Ranchi är delstatshuvudstad och bland andra större städer märks Bokaro Steel City, Dhanbad och Jamshedpur. Större delen av territoriet är beläget på högplatån Chutia Nagpur och här finns förhållandevis mycket skog.
Stadsbefolkningen talar i allmänhet sadri eller hindi men även urdu och bengali förekommer. I landsorten består befolkningen till stor del av 30 olika stamfolk, till exempel santaler. Flera av dem talar olika mundaspråk.